# Björkskär
Björkskär est une île et un un groupe d'îles situé dans l'archipel de Stockholm en  Suède,,

## Présentation
Björkskär et le groupe d'îles entourant Björkskär, est située dans la commune de Värmdö mais appartient à la ville de Lidingö. 
Le groupe d'îles se trouve à environ 15 kilomètres à l'est de Möja.
Le groupe d'îles de Björkskär se compose de quatre plus grandes îles nommées ; Björkskär (également appelé Västerskär), Bodskär, Ljusskär et Långskär. 
Le groupe d'îles comprend également un grand nombre de petits ilots et rochers. La zone s'étend dans une direction nord-sud sur environ 3,7 km et dans une direction ouest-est sur environ 2,8 km. 
Les plus grandes îles du côté ouest comprennent Björkskär, où le personnel de surveillance du groupe d'îles de Björkskär et de Lilla Nassa a sa résidence d'été, dans ce qu'on appelle Lidingöstugan, construit à l'origine par Kurt Heinecke et agrandi à la fin du XXème siècle.
Björkskär a un port protégé avec des postes d'amarrage. Du côté sud se trouve Bodskär et au sud-est Ljusskär avec un phare situé sur le cap le plus à l'est. La longue et étroite Långskär au milieu de l'archipel est la plus grande île avec une étendue dans la direction nord-sud d'environ 1,4 km et une largeur maximale dans la direction est-ouest d'environ 350 mètres. À l'est de Långskär se trouvent Skinnbroken et Segelgrunden.

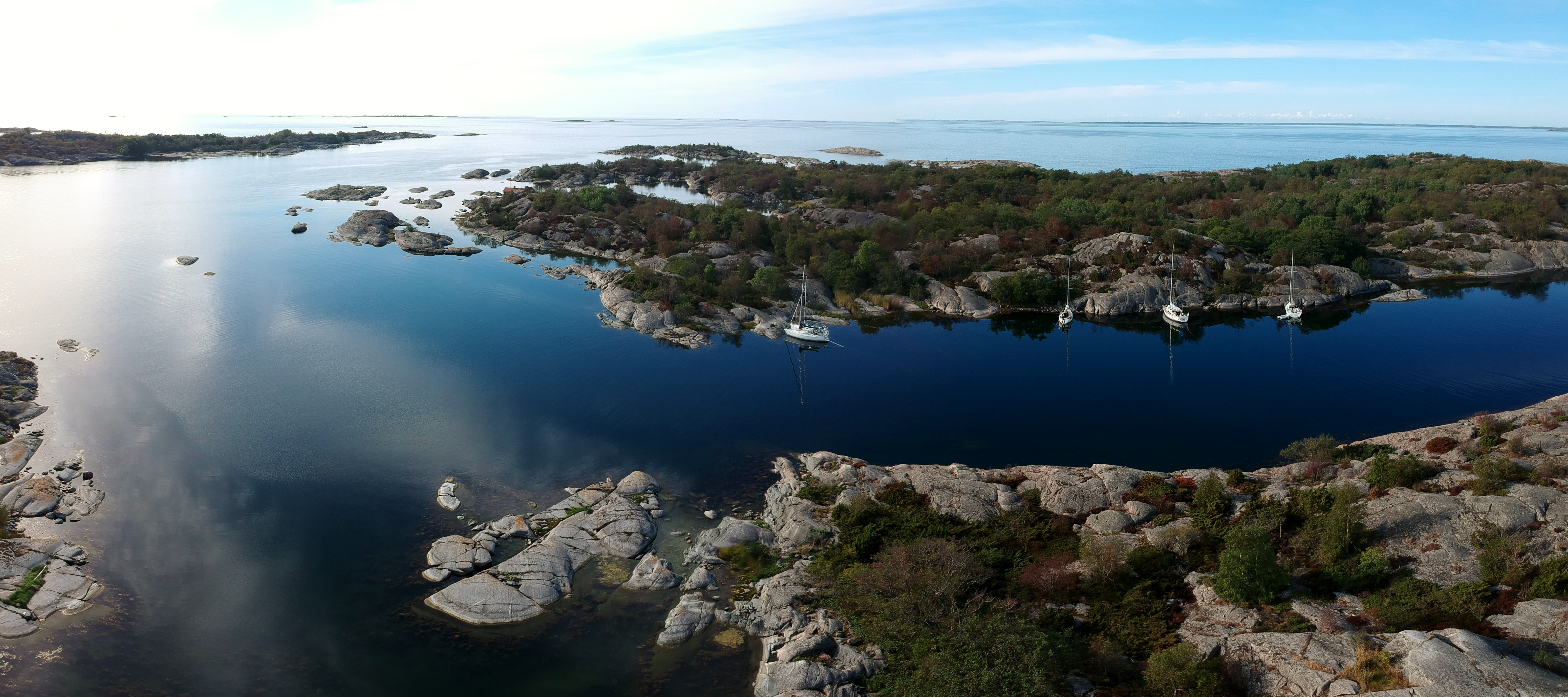
Björkskär vue du nord.